# 東北大学歯学会
東北大学歯学会（とうほくだいがくしがっかい、Tohoku University Dental Society）は、東北大学歯学部の学術外郭団体。

## 概要
1982年に設立される。会員数246名。会長は小坂健。 

## 本部事務局
- 〒980-8575　宮城県仙台市青葉区星陵町4-1　東北大学歯学部内

## 学会誌
- 『東北大学歯学雑誌』年2回発刊 ISSN 0287-3915

## 加盟団体
- 日本歯学系学会協議会